# Tixcocoba
Tixcocoba maya es una especie de araña araneomorfa de la familia Clubionidae. Es el único miembro del género monotípico Tixcocoba. Se encuentra en México en Campeche y Yucatán.